# ایلو
ایلو(به کردی: ئێلوو، Êlû) روستایی از توابع بخش زیویه در شهرستان سقز است که در استان کردستان ایران قرار دارد.

## جمعیت
این روستا در دهستان تیلکوه واقع شده و براساس سرشماری سال ۱۳۸۵، جمعیت آن ۳۰۹ نفر (۵۷ خانوار) بوده‌است.